# Clemens Weiler
Clemens Weiler (* 18. September 1909 in Tübingen; † 1. August 1982 in Stuttgart) war ein deutscher Kunsthistoriker.

## Leben
Clemens Weiler studierte Kunstgeschichte in München, Paris, Wien, Frankfurt und Marburg und wurde 1937 an der Universität Marburg promoviert. 1937 bis 1939 war er Museumsleiter der Kreise Montabaur, Herborn, Königstein und Dietz. Ab dem 1. September 1946 war er Leiter der Gemäldegalerie Wiesbaden, von 1969 bis zu seinem Ruhestand am 31. Januar 1972 Direktor des Museums Wiesbaden. Er beschäftigte sich vor allem mit dem Werk der im Wiesbadener Museum gut vertretenen Maler Alexej Jawlensky und Marianne Werefkin und trug zum Ausbau der Sammlung bei.

## Veröffentlichungen (Auswahl)
- Franz Ignaz Michael von Neumann (1733–1785). In: Mainzer Zeitschrift, 32, 1937, S. 1–45 (Dissertation).
- Alexej Jawlensky. DuMont Schauberg, Köln 1959.
- (Hrsg.): Marianne Werefkin: Briefe an einen Unbekannten 1901–1905. DuMont Schauberg, Köln 1960.
- Museo Marianne Werefkin, Ascona. Ascona 1967.
- Die Gemäldegalerie des Wiesbadener Museums. Peters, Hanau 1968.
- Alexej Jawlensky. Köpfe, Gesichte, Meditationen. Peters, Hanau 1970, ISBN 3-87627-217-3.